# Peter Ficker
Peter Ficker (ur. 8 czerwca 1951 w São Paulo) – brazylijski żeglarz sportowy. Brązowy medalista olimpijski z Montrealu.
Brał udział w dwóch igrzyskach olimpijskich (IO 72, IO 76), medal w 1976 zdobył w klasie Latający Holender. Partnerował mu Reinaldo Conrad. Był medalistą igrzysk panamerykańskich.